# 氏原正治郎
氏原 正治郎（うじはら しょうじろう、1920年8月2日 - 1987年8月21日）は、日本の経済学者。東京大学名誉教授。愛知県出身。

## 略歴
東京帝国大学経済学部卒。同助手、1949年東京大学社会科学研究所助手、1951年助教授、1962年教授、1968年所長事務取扱、1969-1970年所長、1981年定年退官、名誉教授。雇用促進事業団雇用職業総合研究所長。1987年死去。叙正四位、勲二等瑞宝章追贈。
実態調査によって戦後の労働問題を追究、労使慣行の解明、社会保障や高齢者雇用の政策立案に尽くした。

## 著書

### 単著
- 『日本の労使関係』東京大学出版会 1961
- 『日本労働問題研究』東京大学出版会 東京大学社会科学研究所研究叢書 1966
- 『日本経済と雇用政策』東京大学出版会 1989
- 『日本の労使関係と労働政策』東京大学出版会 1989

### 共編著
- 『講座労働問題と労働法 第1巻 労働組合の組織と運営』大河内一男共編 弘文堂 1957
- 『労働組合の構造と機能 職場組織の実態分析』大河内一男,藤田若雄共編 東京大学出版会 東京大学社会科学研究所研究報告 1959
- 『日本型労働組合と年功制度』藤田若雄,舟橋尚道共著 東洋経済新報社 1960
- 『講座日本の労働問題 第2 労務管理』薄信一共編 弘文堂 1961
- 『中小企業の労働組合 その組織と運動の進め方』野村平爾共編著 日本評論新社 1961
- 『講座労働経済 第1 日本の労働市場』編 日本評論社 1967
- 『社会保険事典』小山路男,簗誠共編 社会保険新報社 1968
- 『日本労働市場分析』高梨昌共著 東京大学出版会 東大社会科学研究叢書 1971
- 『講座=現代の賃金』全4巻 倉野精三,舟橋尚道・松尾均・吉村励共編集 社会思想社 1977
- 『都市高齢者の雇用問題』編著 日本労働協会 1985

### 翻訳
- モーリス・ドッブ 『賃金論入門』 新評論社 1954 「賃金論」
- ILO 俸給被用者・専門職労働諮問委員会『OA革命とホワイトカラー ILOレポート』監訳 日本生産性本部 1983